# 빅토리아 엘콕
빅토리아 엘콕(Victoria Alcock, 1955년 3월 7일 ~ )은 영국의 배우, 영화배우이다.
런던에서 태어났다.

## 영화
- 젤리피쉬 (2017년)
- 인센디어리 (2008년)
- 배드 걸즈 (1999년)
- 써스피션 (1991년)
- 이스트엔더스 (1985년)
- 더 빌 (1984년)
- 코로네이션 스트리트 (1960년)